# Sărituri în apă la Jocurile Olimpice de vară din 2016 - 3 metri trambulină (masculin)
Proba masculină de 3 metri trambulină de la Jocurile Olimpice de vară din 2016 de la Rio de Janeiro a avut loc în perioada 15-16 august, la Centrul Acvatic „Maria Lenk”.

## Formatul competiției
Competiția s-a desfășurat în 3 etape:
- Etapa preliminară: toți cei 29 de sportivi au sărit de șase ori; primii 18 sportivi s-au calificat în semifinală
- Semifinala: cei 18 sportivi au sărit de 6 ori; punctajele in calificări au fost șterse și primii 12 din clasament s-au calificat în finală.
- Finala: Cei 12 sportivi au sărit de șase ori. Punctajele din semifinală au fost șterse și primii trei din clasament au primit medaliile de aur, argint și bronz.

## Rezultate
| Loc | Sportiv                  | Preliminarii | Preliminarii | Semifinală                         | Semifinală                         | Finală                                     | Finală                                     | Finală                                     | Finală                                     | Finală                                     | Finală                                     | Finală                                     | Finală                                     |
| Loc | Sportiv                  | Puncte       | Loc          | Puncte                             | Loc                                | Săritura 1                                 | Săritura 2                                 | Săritura 3                                 | Săritura 4                                 | Săritura 5                                 | Săritura 6                                 | Puncte                                     | Loc                                        |
| --- | ------------------------ | ------------ | ------------ | ---------------------------------- | ---------------------------------- | ------------------------------------------ | ------------------------------------------ | ------------------------------------------ | ------------------------------------------ | ------------------------------------------ | ------------------------------------------ | ------------------------------------------ | ------------------------------------------ |
| 1   | Cao Yuan (CHN)           | 498.70       | 1            | 489.10                             | 1                                  | 85.00                                      | 94.50                                      | 94.50                                      | 90.00                                      | 86.70                                      | 96.90                                      | 547.60                                     | 1                                          |
| 2   | Jack Laugher (GBR)       | 439.95       | 7            | 389.40                             | 12                                 | 81.60                                      | 91.00                                      | 90.10                                      | 76.05                                      | 96.90                                      | 88.20                                      | 523.85                                     | 2                                          |
| 3   | Patrick Hausding (GER)   | 440.00       | 6            | 413.50                             | 10                                 | 63.00                                      | 89.25                                      | 79.55                                      | 83.30                                      | 98.80                                      | 85.00                                      | 498.90                                     | 3                                          |
| 4   | Evgheni Kuznețov (RUS)   | 449.90       | 4            | 468.35                             | 3                                  | 81.60                                      | 76.50                                      | 68.25                                      | 90.00                                      | 70.00                                      | 95.00                                      | 481.35                                     | 4                                          |
| 5   | Kristian Ipsen (USA)     | 461.35       | 3            | 437.70                             | 7                                  | 72.00                                      | 75.00                                      | 72.85                                      | 89.25                                      | 77.00                                      | 89.70                                      | 475.80                                     | 5                                          |
| 6   | Illya Kvasha (UKR)       | 398.20       | 15           | 430.05                             | 8                                  | 74.10                                      | 79.05                                      | 82.25                                      | 93.10                                      | 66.00                                      | 83.30                                      | 475.10                                     | 6                                          |
| 7   | Rommel Pacheco (MEX)     | 488.25       | 2            | 469.70                             | 2                                  | 45.90                                      | 58.50                                      | 86.70                                      | 79.20                                      | 84.00                                      | 96.90                                      | 451.20                                     | 7                                          |
| 8   | Oliver Dingley (IRL)     | 399.80       | 13           | 414.25                             | 9                                  | 74.40                                      | 81.60                                      | 76.50                                      | 69.00                                      | 61.50                                      | 79.90                                      | 442.90                                     | 8                                          |
| 9   | Cesar Castro (BRA)       | 398.85       | 14           | 442.45                             | 6                                  | 72.00                                      | 77.50                                      | 76.50                                      | 70.50                                      | 63.00                                      | 76.50                                      | 436.00                                     | 9                                          |
| 10  | Michael Hixon (USA)      | 421.60       | 10           | 467.25                             | 4                                  | 60.00                                      | 81.60                                      | 85.75                                      | 77.00                                      | 62.70                                      | 64.60                                      | 431.65                                     | 10                                         |
| 11  | Philippe Gagne (CAN)     | 400.75       | 12           | 445.40                             | 5                                  | 72.00                                      | 63.55                                      | 73.10                                      | 71.40                                      | 64.75                                      | 80.50                                      | 425.30                                     | 11                                         |
| 12  | Sebastian Morales (COL)  | 447.05       | 5            | 406.55                             | 11                                 | 65.10                                      | 76.50                                      | 42.00                                      | 34.20                                      | 70.20                                      | 76.50                                      | 364.50                                     | 12                                         |
| 13  | Michele Benedetti (ITA)  | 390.85       | 17           | 387.30                             | 13                                 | Calificat ca rezervă pentru faza următoare | Calificat ca rezervă pentru faza următoare | Calificat ca rezervă pentru faza următoare | Calificat ca rezervă pentru faza următoare | Calificat ca rezervă pentru faza următoare | Calificat ca rezervă pentru faza următoare | Calificat ca rezervă pentru faza următoare | Calificat ca rezervă pentru faza următoare |
| 14  | Yona Knight-Wisdom (JAM) | 416.55       | 11           | 381.40                             | 14                                 | Calificat ca rezervă pentru faza următoare | Calificat ca rezervă pentru faza următoare | Calificat ca rezervă pentru faza următoare | Calificat ca rezervă pentru faza următoare | Calificat ca rezervă pentru faza următoare | Calificat ca rezervă pentru faza următoare | Calificat ca rezervă pentru faza următoare | Calificat ca rezervă pentru faza următoare |
| 15  | Grant Nel (AUS)          | 395.05       | 16           | 368.35                             | 15                                 | Nu s-a calificat în faza următoare         | Nu s-a calificat în faza următoare         | Nu s-a calificat în faza următoare         | Nu s-a calificat în faza următoare         | Nu s-a calificat în faza următoare         | Nu s-a calificat în faza următoare         | Nu s-a calificat în faza următoare         | Nu s-a calificat în faza următoare         |
| 16  | Rodrigo Diego (MEX)      | 430.70       | 8            | 356.05                             | 16                                 | Nu s-a calificat în faza următoare         | Nu s-a calificat în faza următoare         | Nu s-a calificat în faza următoare         | Nu s-a calificat în faza următoare         | Nu s-a calificat în faza următoare         | Nu s-a calificat în faza următoare         | Nu s-a calificat în faza următoare         | Nu s-a calificat în faza următoare         |
| 17  | Stephan Feck (GER)       | 423.50       | 9            | 354.20                             | 17                                 | Nu s-a calificat în faza următoare         | Nu s-a calificat în faza următoare         | Nu s-a calificat în faza următoare         | Nu s-a calificat în faza următoare         | Nu s-a calificat în faza următoare         | Nu s-a calificat în faza următoare         | Nu s-a calificat în faza următoare         | Nu s-a calificat în faza următoare         |
| 18  | Ilya Zakharov (RUS)      | 389.90       | 18           | 345.60                             | 18                                 | Nu s-a calificat în faza următoare         | Nu s-a calificat în faza următoare         | Nu s-a calificat în faza următoare         | Nu s-a calificat în faza următoare         | Nu s-a calificat în faza următoare         | Nu s-a calificat în faza următoare         | Nu s-a calificat în faza următoare         | Nu s-a calificat în faza următoare         |
| 19  | Freddie Woodward (GBR)   | 388.15       | 19           | Nu s-a calificat în faza următoare | Nu s-a calificat în faza următoare | Nu s-a calificat în faza următoare         | Nu s-a calificat în faza următoare         | Nu s-a calificat în faza următoare         | Nu s-a calificat în faza următoare         | Nu s-a calificat în faza următoare         | Nu s-a calificat în faza următoare         | Nu s-a calificat în faza următoare         | Nu s-a calificat în faza următoare         |
| 20  | Ken Terauchi (JPN)       | 380.85       | 20           | Nu s-a calificat în faza următoare | Nu s-a calificat în faza următoare | Nu s-a calificat în faza următoare         | Nu s-a calificat în faza următoare         | Nu s-a calificat în faza următoare         | Nu s-a calificat în faza următoare         | Nu s-a calificat în faza următoare         | Nu s-a calificat în faza următoare         | Nu s-a calificat în faza următoare         | Nu s-a calificat în faza următoare         |
| 21  | He Chao (CHN)            | 380.35       | 21           | Nu s-a calificat în faza următoare | Nu s-a calificat în faza următoare | Nu s-a calificat în faza următoare         | Nu s-a calificat în faza următoare         | Nu s-a calificat în faza următoare         | Nu s-a calificat în faza următoare         | Nu s-a calificat în faza următoare         | Nu s-a calificat în faza următoare         | Nu s-a calificat în faza următoare         | Nu s-a calificat în faza următoare         |
| 22  | Sho Sakai (JPN)          | 373.70       | 22           | Nu s-a calificat în faza următoare | Nu s-a calificat în faza următoare | Nu s-a calificat în faza următoare         | Nu s-a calificat în faza următoare         | Nu s-a calificat în faza următoare         | Nu s-a calificat în faza următoare         | Nu s-a calificat în faza următoare         | Nu s-a calificat în faza următoare         | Nu s-a calificat în faza următoare         | Nu s-a calificat în faza următoare         |
| 23  | Matthieu Rosset (FRA)    | 373.40       | 23           | Nu s-a calificat în faza următoare | Nu s-a calificat în faza următoare | Nu s-a calificat în faza următoare         | Nu s-a calificat în faza următoare         | Nu s-a calificat în faza următoare         | Nu s-a calificat în faza următoare         | Nu s-a calificat în faza următoare         | Nu s-a calificat în faza următoare         | Nu s-a calificat în faza următoare         | Nu s-a calificat în faza următoare         |
| 24  | Haram Woo (KOR)          | 364.10       | 24           | Nu s-a calificat în faza următoare | Nu s-a calificat în faza următoare | Nu s-a calificat în faza următoare         | Nu s-a calificat în faza următoare         | Nu s-a calificat în faza următoare         | Nu s-a calificat în faza următoare         | Nu s-a calificat în faza următoare         | Nu s-a calificat în faza următoare         | Nu s-a calificat în faza următoare         | Nu s-a calificat în faza următoare         |
| 25  | Youssef Selim (EGY)      | 360.95       | 25           | Nu s-a calificat în faza următoare | Nu s-a calificat în faza următoare | Nu s-a calificat în faza următoare         | Nu s-a calificat în faza următoare         | Nu s-a calificat în faza următoare         | Nu s-a calificat în faza următoare         | Nu s-a calificat în faza următoare         | Nu s-a calificat în faza următoare         | Nu s-a calificat în faza următoare         | Nu s-a calificat în faza următoare         |
| 26  | Kevin Chávez Banda (AUS) | 356.55       | 26           | Nu s-a calificat în faza următoare | Nu s-a calificat în faza următoare | Nu s-a calificat în faza următoare         | Nu s-a calificat în faza următoare         | Nu s-a calificat în faza următoare         | Nu s-a calificat în faza următoare         | Nu s-a calificat în faza următoare         | Nu s-a calificat în faza următoare         | Nu s-a calificat în faza următoare         | Nu s-a calificat în faza următoare         |
| 27  | Constantin Blaha (AUT)   | 351.95       | 27           | Nu s-a calificat în faza următoare | Nu s-a calificat în faza următoare | Nu s-a calificat în faza următoare         | Nu s-a calificat în faza următoare         | Nu s-a calificat în faza următoare         | Nu s-a calificat în faza următoare         | Nu s-a calificat în faza următoare         | Nu s-a calificat în faza următoare         | Nu s-a calificat în faza următoare         | Nu s-a calificat în faza următoare         |
| 28  | Andrea Chiarabini (ITA)  | 350.40       | 28           | Nu s-a calificat în faza următoare | Nu s-a calificat în faza următoare | Nu s-a calificat în faza următoare         | Nu s-a calificat în faza următoare         | Nu s-a calificat în faza următoare         | Nu s-a calificat în faza următoare         | Nu s-a calificat în faza următoare         | Nu s-a calificat în faza următoare         | Nu s-a calificat în faza următoare         | Nu s-a calificat în faza următoare         |
| 29  | Ahmad Amsyar Azman (MAS) | 341.70       | 29           | Nu s-a calificat în faza următoare | Nu s-a calificat în faza următoare | Nu s-a calificat în faza următoare         | Nu s-a calificat în faza următoare         | Nu s-a calificat în faza următoare         | Nu s-a calificat în faza următoare         | Nu s-a calificat în faza următoare         | Nu s-a calificat în faza următoare         | Nu s-a calificat în faza următoare         | Nu s-a calificat în faza următoare         |